# Limhamns kalkbrott
Limhamns kalkbrott este o arie protejată (arie specială de conservare — SAC, sit de importanță comunitară — SCI) din Suedia întinsă pe o suprafață de 90 ha, integral pe uscat.

## Localizare
Centrul sitului Limhamns kalkbrott este situat la coordonatele 55°34′04″N 12°56′00″E / 55.5677°N 12.9334°E.

## Înființare
Situl Limhamns kalkbrott a fost declarat sit de importanță comunitară în ianuarie 2002 pentru a proteja 1 specie de plante și 1 specie de animale. Situl a fost protejat și ca arie specială de conservare în martie 2011.

## Biodiversitate
Situată în ecoregiunea continentală, aria protejată conține 3 habitate naturale: Ape puternic oligomezotrofe cu vegetație bentonică cu Chara spp., Mlaștini alcaline, Pajiști cu Molinia pe soluri calcaroase, turboase sau argilos-nămoloase (Molinion caeruleae).
La baza desemnării sitului se află mai multe specii protejate:
- plante (1): Sisymbrium supinum
- amfibieni (1): triton cu creastă (Triturus cristatus)

Pe lângă speciile protejate, pe teritoriul sitului au mai fost identificate 1 specie de amfibieni.